# 1 Geminorum
1 Geminorum (1 Gem) je hvězda spektrálního typu G5III v souhvězdí Blíženců. Její zdánlivá velikost je 4,15m. Jedná se o spektroskopickou dvojhvězdu.
Když v 19. století John Flamsteed začal jasnější hvězdy, v souhvězdích ze západu na východ, byla 1 Geminorum první hvězdou v souhvězdí Blíženců. V katalogu Bright Star je vedena jako HR 2134, přičemž HR je zkratka pro Harvardský revidovaný katalog, předchůdce katalogu Bright Star.
V roce 1948 bylo objeveno, že 1 Geminorum je těsnou dvojhvězdou při pozorovaní planety Uran. Z počátečních pozorování spektra se odhadovalo, že obě složky jsou obři a že sekundární složka je dvojhvězdou. Kolísání radiální rychlosti bylo objeveno v roce 1906, ale ve spektru bylo možné detekovat pouze jednu řadu absorpčních linií, a až do roku 1976 nebylo možné vypočítat spolehlivou oběžnou dráhu dvojhvězdy.
1 Geminorum je trojhvězda 0,17 stupně jižně od ekliptiky. Primární složkou systému, 1 Geminorum A, je červená obří hvězda typu spektrálního typu K o dvojnásobku hmoty Slunce. Složka A obíhá spektroskopickou dvojhvězdu ve vzdálenosti 9,4 astronomických jednotek jednou za 4877,6 dní. Dvě sekundární složky, 1 Geminorum Ba a Bb, dosud nebyly spolehlivě odlišeny, ale pravidelné periodické dopplerovské posuny ve spektru naznačují oběžný pohyb binárního hvězdy sestávajícího z  podobra spekrálního typu F a hvězdy o hmotnosti Slunce sluneční hmoty, která může mít spektrální ypu G, vzdálené od sebe přibližně 0,1234 astronomických jednotek.
V roce 1893 Sherburne Wesley Burnhamová 94 minut od hvězdy při pozorování s dalekohledem pouhým okem, našla hvězdu 14. vězdné velikosti,  ale jedná se pouze o vzdálený objekt v pozadí.
1 Geminorum je uvedena jako podezřelá proměnná hvězda s amplitudou 0,05 magnitudy.